# テュイルリー公園の音楽会
『テュイルリー公園の音楽会』（テュイルリーこうえんのおんがくかい）は、フランスの画家エドゥアール・マネが1862年に制作した絵画。	

## 制作過程
パリのテュイルリー公園で開催されたコンサートに集まる人々を描いた作品である。当時、マネはパリのバティニョール地区に自宅とアトリエを構えていたが、ほとんど毎日のように、テュイルリー公園に行き、スケッチをしていた。
マネの友人アントナン・プルーストは、テュイルリー公園に通うマネについて次のように書いている。
本作品は、「現代社会の英雄性」を描くべきだとする友人シャルル・ボードレールの主張から着想を得たと思われる。

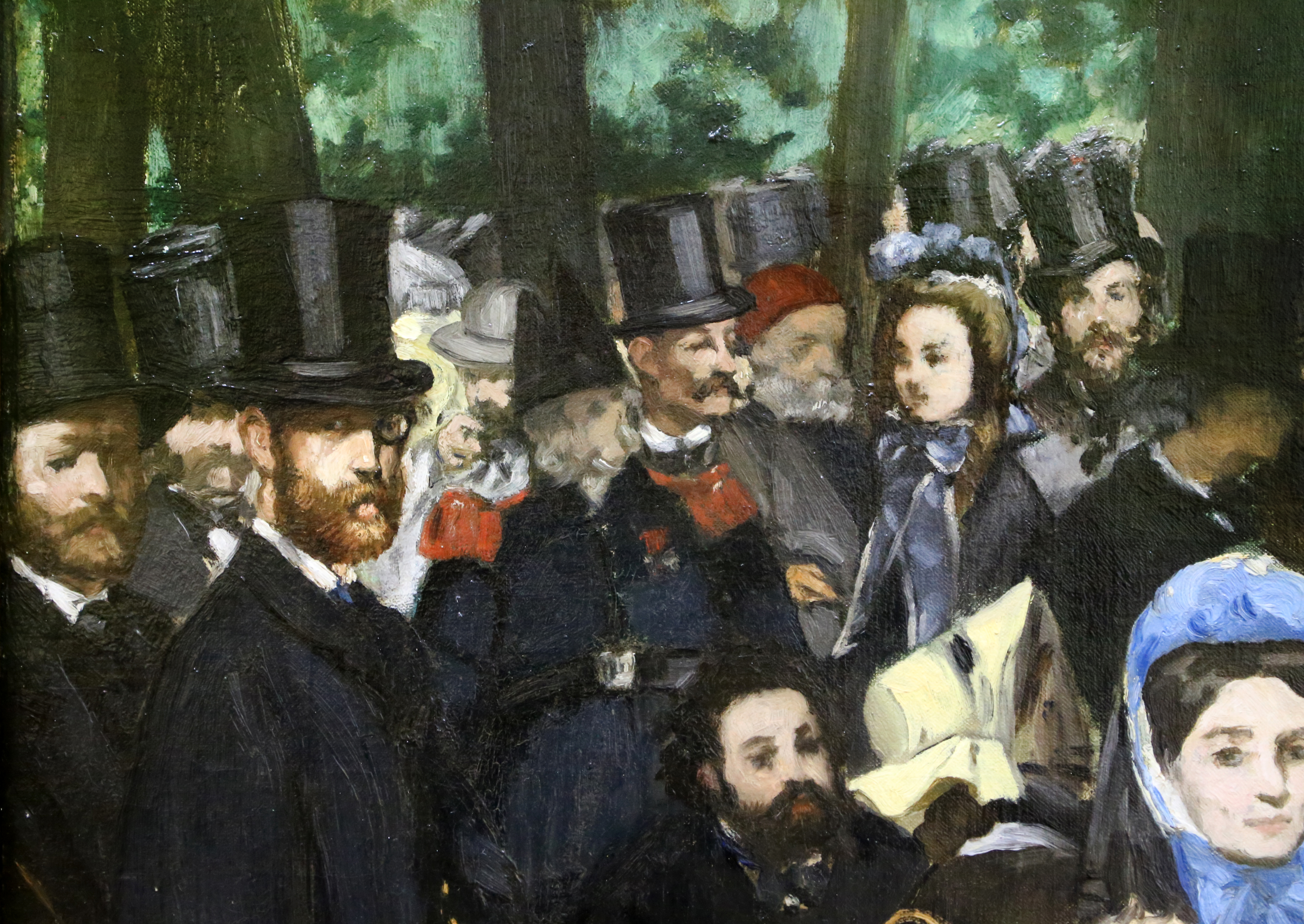
マネ自身を描いたとされる左端部分

本作品には、マネ自身とボードレールを含む友人たちが多く描かれている。
- 画面の左端に立っているのは、マネ自身である[4]。
- その右の後ろ側に立っているのは、シャンフルーリ（英語版）と思われる[4]。
- その少し右側で、女性（ルジョーヌ夫人）の後ろ側に座っているのは、ザカリー・アストリュクである[4][5]。
- 前方に座っている女性のうち、左側はルジョーヌ夫人、右側はオッフェンバック夫人である[4]。
- ルジョーヌ夫人の頭の後ろ側で右側を向いて立っているのは、ボードレールである[4][5]。
- ボードレールの右側のひげの男性はテオフィル・ゴーティエである[5]。
- ボードレール、ゴーティエと向き合い左側を向いて立っているのは、テロール男爵である[4]。
- ボードレールの左奥で正面を向いているシルクハットの男性は、マネの画家仲間アンリ・ファンタン＝ラトゥールである[5]。
- 中央右寄りで左側に向かってやや身をかがめているのは、マネの弟ウジェーヌ・マネである[4]。
- その右側で木の前に座っている眼鏡の男性は、作曲家ジャック・オッフェンバックである[4][5]。

前景に描かれた鉄製の椅子は、本作品制作の直近数年間で大量生産が可能になって出回るようになったものと思われ、パリの急速な近代化を象徴する製品であると指摘されている。

## 発表時の評価
本作品は、1863年、マルティネ画廊での個展で、『街の女歌手』や『ローラ・ド・ヴァランス』とともに展示されたが、酷評された。
批評家たちは、「縁日の音楽が耳を傷つけるように、目を傷つける」作品であるなどと批判した。下絵のような荒々しいタッチが不評を招いた。
他方、フレデリック・バジール、クロード・モネ、ピエール＝オーギュスト・ルノワールといった若い画家たちは、人々のありのままの姿を描いた本作品に新しさを見出し、後の印象派の一つの起源となったと評されている。

## 解釈
画面右側にオペレッタの帝王と呼ばれるオッフェンバックが座っているのに対し、画面左側にはリヒャルト・ワーグナーの支持者であるボードレール、テオフィル・ゴーティエ、ファンタン＝ラトゥール、シャンフルーリ、ザカリー・アストリュクが集まっている。このことから、体制側を象徴する音楽家オッフェンバックと、反体制側の詩人ボードレールとの対立がひそんでおり、空虚であいまいな画面中心部分にはナポレオン3世への批判を込めたモチーフがあるといった分析がある。
ミシェル・フーコーは、「マネの絵画」と題する講演の中で、本作品について、木の垂直な線が強調され、後ろの人物たちの頭による水平線とともに、キャンバスの枠自体の垂直線・水平線を繰り返していること、奥行きが浅く、前景の人物が平坦なフリーズのようなものを形成していることを指摘して、2次元性を強調したマネの絵画の例として挙げている。

## 来歴
ヒュー・レーンからの遺贈によりロンドンのナショナル・ギャラリーに収蔵された。